# Instituto de Cinema da Dinamarca
O Instituto de Cinema da Dinamarca (Dinamarques: Det Danske Filminstitut) é a agência nacional da Dinamarca responsável pelo suporte e incentivo ao cinema e à cultura cinematográfica, e por conservar este material de interesse nacional. É também conhecido como Filmhuset ( inglês: The House of Film), e está localizada em Gothersgade, na região central de Copenhague. As facilidades direcionadas ao público em geral incluem uma livraria e uma cinemateca, além de um museu dedicado ao cinema do país. 
O instituto é um órgão do Ministério da Cultura da Dinamarca. Seu diretor atual é Henrik Bo Nielsen. Integra o European Film Promotion, uma rede de organizações ligadas ao cinema com o intuito de divulgar a produção do continente.

## História
O Instituto de Cinema da Dinamarca foi fundado em 1972, substituindo a Fundação Dinamarquesa de Cinema (Dinamarques: Den Danske Filmfond). Em 1996 uma nova Lei fundiu o Instituto de Cinema com a Statens Filmcentral e o Museu Nacional de Cinema da Dinamarca.  

## Atividades
O Instituto de Cinema da Dinamarca atua em três áreas principais:
- Produção e desenvolvimento de todos os tipos de filmes
- Distribuição e comercialização de filmes
- Atividades de arquivologia e museologia

O Instituto apresenta filmes dinamarqueses e festivais dentro e fora do país e subsidia importantes produções cinematográficas de qualidade internacional.

## Facilidades

### Cibenateket
Cinemateket é o museu nacional de cinema, dedicada ao alargamento e divulgação da produção local bem como do cinema extrangeiro. Possui três salas de cinema que mostram uma combinação de filmes clássicos e filmes de vários temas. Ocasionalmente filmes contemporâneos que de outra forma não alcançariam o mercado dinamarques são indicados. Em sua videoteca também é possível encontrar filmes de curta metragem e documentários. Outras facilidades incluem uma livraria, um café e um restaurante.

### Livraria
A livraria do Instituto possui cerca de 55,000 livros, além de periódicos importantes de diversos lugares da Europa, manuscritos e publicações raras.

## Diretores
| Ano       | Nome              |
| --------- | ----------------- |
| ?         | ?                 |
| 1997–2007 | Henning Camre     |
| 2007 –    | Henrik Bo Nielsen |